# Phare nord de Grand Island

Le phare nord de Grand Island (en anglais : Grand Island North Light), est un phare du lac Supérieur situé à l'extrémité nord de Grand Island près de civil township de Munising dans le Comté d'Alger, Michigan. 

Ce phare est inscrit au Registre national des lieux historiques depuis le 12 septembre 1985 sous le n° 85002149 .

## Historique
Avec l'ouverture prévue des écluses du Sault en 1855, on prévoyait que le trafic maritime dans le lac Supérieur augmenterait considérablement. Ainsi, en 1853, le Congrès a affecté de l'argent pour localiser un phare à l'extrémité nord de Grand Island. Un emplacement au sommet d'une falaise de 53 m a été choisi, et la construction du premier phare a commencé en 1856 et la lumière a été mise en service avec une lentille de Fresnel de quatrième ordre plus tard cette année-là. Cependant, en raison de la mauvaise qualité des matériaux utilisés dans la construction, l'état du bâtiment s'est rapidement détérioré, et en 1865, la lumière a été jugée "dans un état misérable". 
Son remplacement a été recommandé et, en 1867, le deuxième phare au nord de Grand Island a été construit. Celui-ci a été érigé avant la fondation de la ville voisine de Munising. Le phare a été construit en brique, en utilisant des plans standard fournis par l'U.S. Lighthouse Establishment. La lentille a été transférée de l'ancienne tour et la lumière a été mise en service la même année.
Un gardien et un assistant étaient stationnés au phare. Au fil des ans, quelques modifications mineures ont été apportées à l'emplacement du hangar à bateaux et aux escaliers associés. En 1941, la lampe a été automatisée et la station a été abandonnée en 1961.
En 1961, un système électrique  à énergie solaire de 12 volts a été installé sur un poteau près de la falaise, la lumière antérieure a été mise hors service et la lentille de Fresnel retirée. 
La station d'origine, maintenant excédentaire, a été vendue à Loren Graham. Des travaux de restauration ont été effectués en 1972-1973. Le phare et les bâtiments annexes sont actuellement utilisés comme résidence d'été privée.

## L'ancien phare
Le phare nord de Grand Island est un bâtiment de deux étages construit en brique dans un plan rectangulaire. Une tour d'éclairage de trois étages et de 12 m et un ajout de cuisine à un étage sont attachés à la station. L'extérieur est peint dans les couleurs originales de jaune, blanc et noir, et la gare dans son ensemble ressemble sensiblement à ce qu'elle était lors de sa construction. Quatre autres bâtiments sont situés sur le site : un hangar à outils, un hangar de stockage de carburant et une dépendance (tous en brique) et une maison en bois.

## La lumière actuelle
Le phare actuel est un poteau cylindrique blanc en acier de 7,5 m de haut, proche de l'ancien phare, et portant une petite balise moderne. Il émet, à une hauteur focale de 58 m, un éclat blanc par période de 6 secondes. Sa portée n'est pas connue.
Identifiant : ARLHS : USA-329 ; USCG :  7-14570 .

### Lien connexe
- Liste des phares au Michigan